# Germans McHenry
Els germans McHenry (en anglès The McHenry Brothers) són Edward Alexander McHenry (nascut el 25 d'agost de 1983) i Rory Patrick McHenry (nascut el 14 de juliol de 1987), coneguts professionalment com els germans McHenry, són directors de cinema i guionistes britànics.

## Vida personal
L'Edward i la Rory són els grans de quatre fills el pare dels quals, David McHenry, és dissenyador de producció i mare, Maureen Bennett és actriu. Edward i Rory van créixer a Londres i després a Gloucestershire. Van començar a col·laborar en curtmetratges des de molt joves i van produir una trilogia de curtmetratges anomenada A Baptism of Fire amb figures d'acció. Edward va estudiar Belles Arts a la Ruskin School of Drawing de la Universitat d'Oxford.

## Treball
El seu primer llargmetratge Jackboots on Whitehall, una comèdia de la Segona Guerra Mundial amb titelles protagonitzada per Ewan McGregor, Rosamund Pike i Timothy Spall, estrenada a la 64a edició del Festival Internacional de Cinema d’Edimburg el maig de 2010 i va obrir el London Raindance Film festival de 2010
L'octubre de 2010 els germans van completar The Commuter, un curtmetratge protagonitzat per Dev Patel, Charles Dance, Ed Westwick i Pamela Anderson. The Commuter es va gravar en HD amb el telèfon intel·ligent Nokia N8
El 2016 van escriure la pel·lícula d'acció The Marine 5: Battleground,per WWE Studios. És la cinquena entrega de la franquícia The Marine i veu Mike "The Miz" Mizanin repetir el seu paper de Jake Carter, que ara treballa com a EMT torna als Estats Units després de complir amb les seves funcions a l'Orient Mitjà. Mentre respon a una trucada, Carter es troba protegint un home d'una banda de motoristes que intenta atacar-lo sense pietat. La pel·lícula s'estrenaria el 2017.

## Premis i nominacions

### Va guanyar
- XLIII Festival Internacional de Cinema Fantàstic de Catalunya 2010 Premi 'Gertie' - "Millor llargmetratge d'animació" - Jackboots On Whitehall[9]

### Nominat
- 2010 British Independent Film Awards - "Premi Raindance" - "Jackboots On Whitehall"

### Menció especial
- Festival Internacional de Cinema d'Edimburg 2010 - Millor de la categoria britànica - Jackboots On Whitehall

## Filmografia
- Jackboots on Whitehall (2010; també conegut com a Nazi Invasion: Team Europe)
- The Commuter (2010)
- The Marine 5: Battleground (2016)